# Syrisk jättevädd
Syrisk jättevädd (Cephalaria syriaca) är en tvåhjärtbladig växtart som först beskrevs av Carl von Linné, och fick sitt nu gällande namn av Heinrich Adolph Schrader. Enligt Catalogue of Life ingår Syrisk jättevädd i släktet jätteväddar och familjen Dipsacaceae, men enligt Dyntaxa är tillhörigheten istället släktet jätteväddar och familjen kaprifolväxter. Arten förekommer tillfälligt i Sverige, men reproducerar sig inte. Inga underarter finns listade i Catalogue of Life.